# Rhodobates canariensis
Rhodobates canariensis is een vlinder uit de familie echte motten (Tineidae). De wetenschappelijke naam is voor het eerst geldig gepubliceerd in 1979 door Petersen & Gaedike.
De soort komt voor in Europa.